# Cornelio Bentivoglio (condottiere)
Cet article concerne le condottiere. Pour le cardinal, voir Cornelio Bentivoglio.
Pour les articles homonymes, voir Bentivoglio (homonymie).
Cornelio Bentivoglio est un condottiere né à Ferrare vers 1519 et mort dans la même ville le 26 mai 1585. 

## Biographie

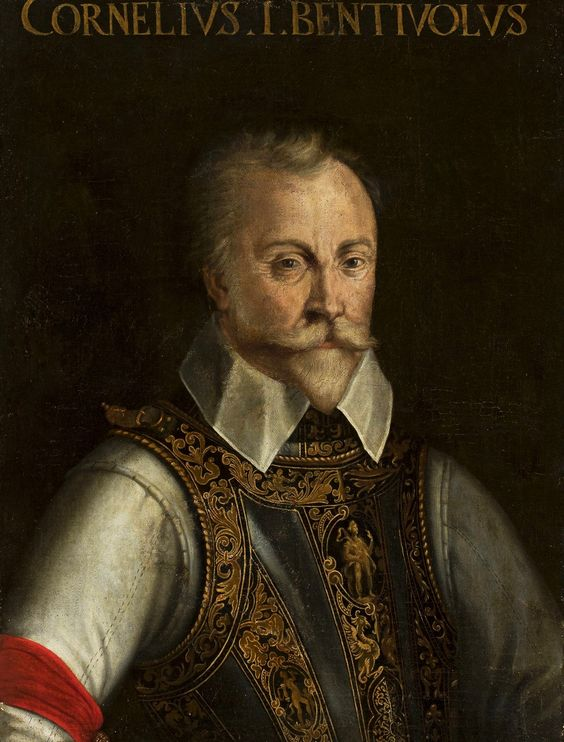
Portrait de Cornelio Bentivoglio (vers 1580) par Anonyme de Bologne, Musée national de Varsovie, Varsovie (Pologne).

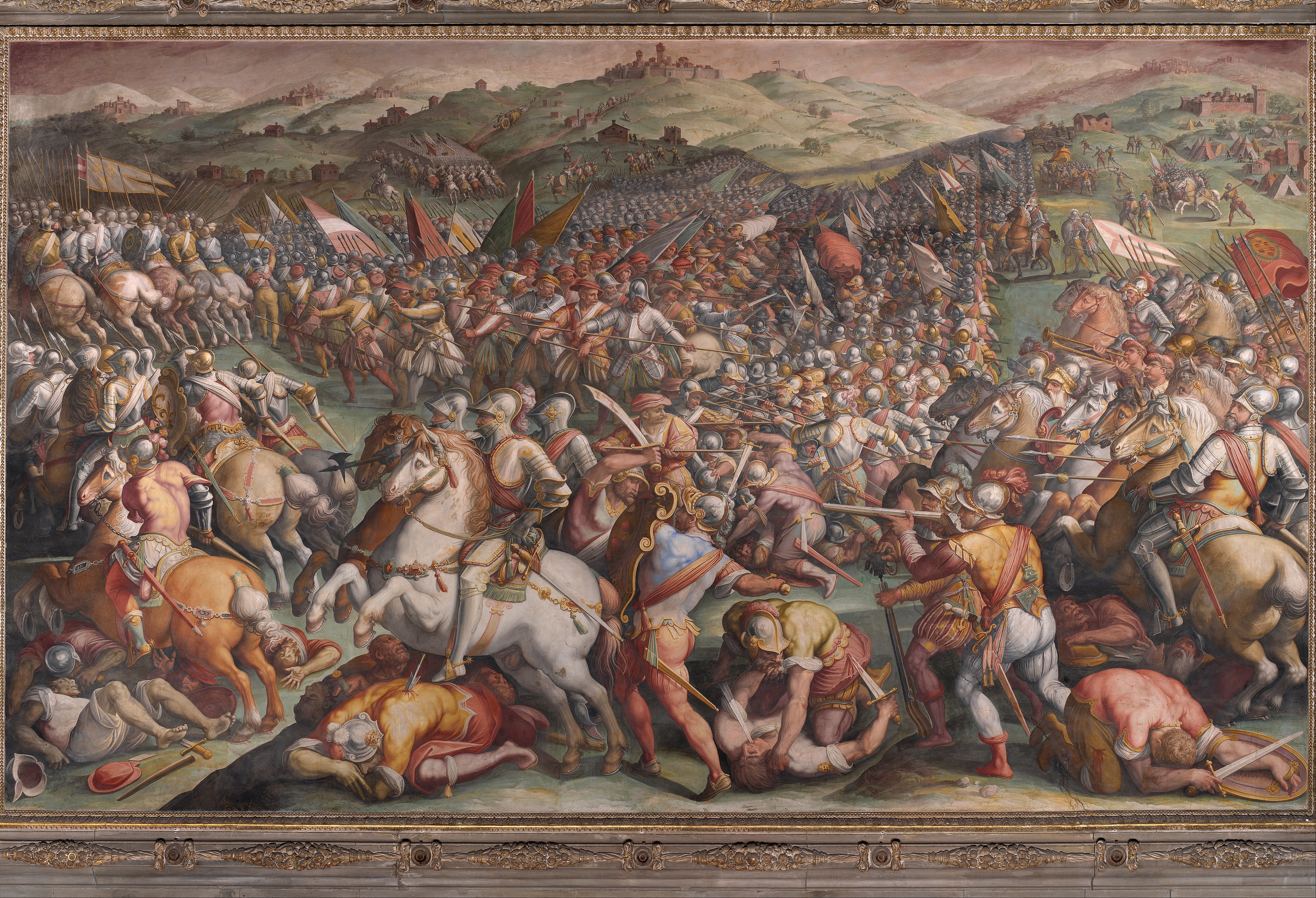
La bataille de Marciana in Val di Chiena (1570-1571), Giorgio Vasari, Palazzo Vecchio (Florence).

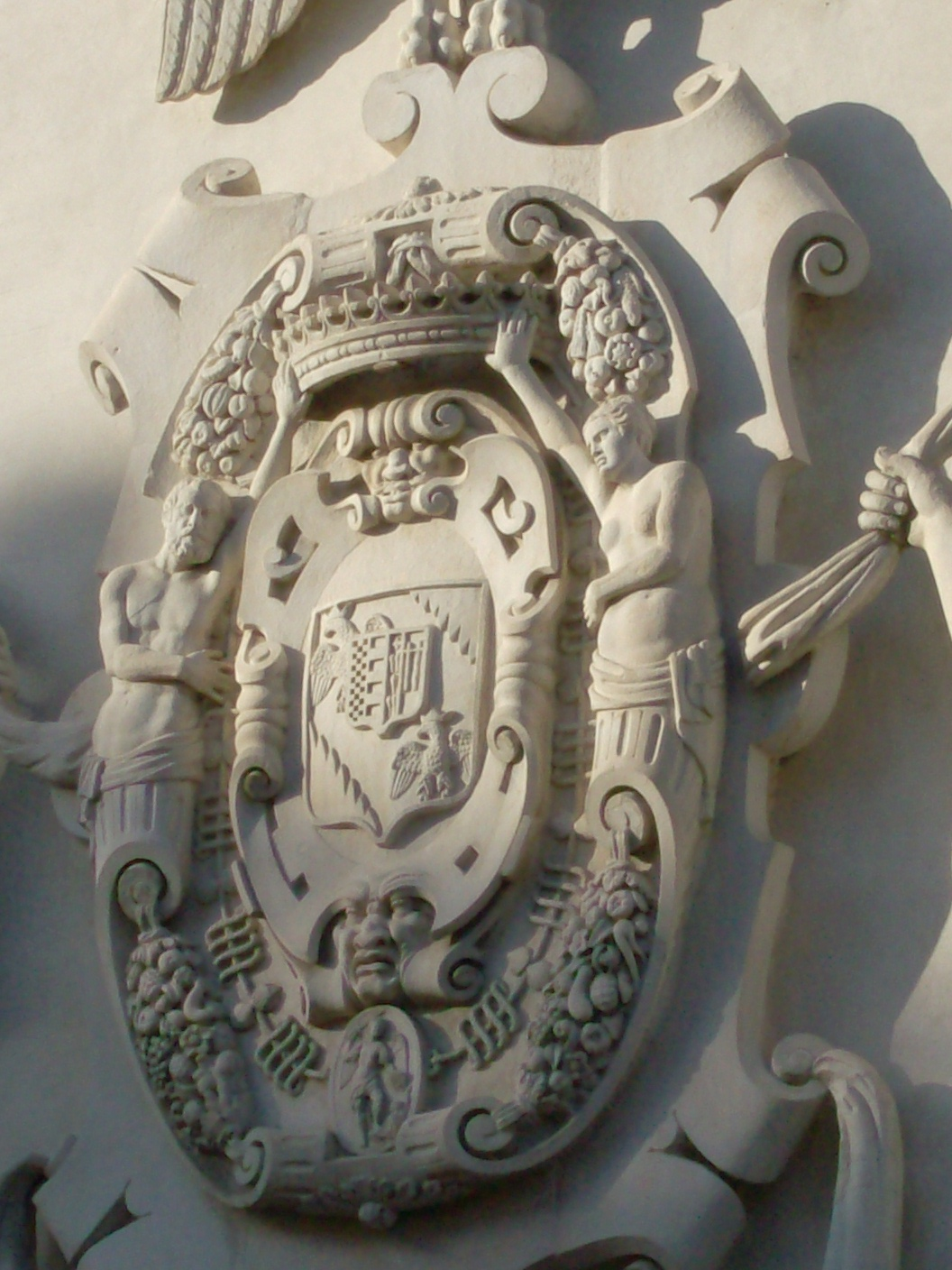
Blason des Bentivoglio sur la façade du palais de Ferrare.

Descendant des seigneurs de Bologne dont la famille chassée de sa ville en 1506 par Jules II trouve refuge à Ferrare sous la protection d'Alphonse Ier d'Este, Cornelio Bentivoglio naît en 1519 ou 1520. Il est l'arrière-petit-fils de Giovanni II, dernier seigneur de Bologne, le petit-fils d'Annibale II et le fils de Costanzo Bentivoglio (it) et d'Elena Rangoni (parfois désignée sous le prénom de Costanza). 
Dès 1536 il fait partie du corps de cavalerie qui, sous les ordres de François d'Este (it), aide les troupes de Charles Quint lors de l'expédition de Provence, et, en 1541, il est dans le régiment ferrarais qui participe à la prise d'Alger. 
Il épouse, en 1539, Leonarda d'Este, fille de Scipione di Meliaduse d'Este (it) et de Leonarda Fregoso, de la famille des doges de Gênes, et sœur de Meliaduse II d'Este (it). Son mariage, célébré par un sonnet du Tasse, marque la faveur dont il jouit auprès de la maison d'Este. 
Banni du duché en 1542 à la suite d'un meurtre, il se réfugie auprès de la Sérénissime. Il entre, par l'intermédiaire d'Hippolyte d'Este, en contact avec Pierre Strozzi également exilé et à la tête des fuorusciti florentins. Alors qu'il est sujet de Charles Quint en qualité de seigneur d'Antegnate, Cornelio entre au service de Francois Ier dont il reçoit une charge honorifique auprès du dauphin Henri de Valois. 
En 1543 il retourne sur les champs de bataille, participe à la campagne du Luxembourg et à la bataille de Landrecies. Après la paix de Crépy en 1544, il prend part à la guerre contre les Anglais à Boulogne-sur-Mer. Il se rend ensuite en Écosse avec une expédition envoyée par François Ier pour soutenir la régente Marie de Guise. En 1546 il est à nouveau en Italie aux côtés de Strozzi, d'abord dans le Piémont, puis à la Mirandola, auprès de Galeotto Pico (it). En 1551, il participe, toujours avec Strozzi, à la guerre de Parme, se distinguant à Montecchio, à Brescello, à Sorbolo et à la défense de Parme contre Ferdinand de Gonzague. Passé sur le territoire des États pontificaux, il contribue à la conquête de Crevalcore et à la mise à sac de la région de Bologne. 
L'année suivante, il est chargé de rapporter à Henri II la décision prise à la diète de Chioggia lors de laquelle les Français ont décidé de soutenir le soulèvement de Sienne contre les Impériaux. Il prend part dans l'armée du duc de Guise à la défense victorieuse de Metz contre Charles Quint et retourne en Italie en 1553. Le maréchal de Thermes le nomme lieutenant général pour la Maremme dont il s'assure le contrôle absolu à la suite de ses victoires à Giuncarico et Scarlino. Au départ de Thermes, Hyppolite d'Este lui confie le commandement de la garnison de Sienne. Il défend la cité aux côtés de Blaise de Monluc contre les attaques lancées par Gian Giacomo de Médicis en 1554. Durant la campagne qui culmine en 1555 avec la bataille de Marciano il est le bras droit de Strozzi à Montalcino et dans le Val d'Orcia. Malgré une incursion dans la région de Montepulciano, Foiano, Chianciano et la prise de Pienza, il ne peut empêcher la chute de Sienne. En témoignage de leur reconnaissance, les siennois lui confèrent le titre de gentilhomme de Sienne et lui remettent les fiefs de Castell'Ottieri et de Montorio. Il reçoit également d'Henri II le fief de Vigone.
Il est nommé capitaine de l'artillerie dans l'armée du duc de Guise lors de l'expédition française de 1556 et à la demande d'Hercule II d'Este assiste son fils à Correggio et Guastalla, ce qui lui vaut d'être privé de ses droits sur son fief d'Antegnate par Philippe II. Il est à la tête de la campagne contre Octave Farnèse qui se conclut par la prise de Guardasone (it). À la suite de la signature de l'accord sur la neutralité ferraraise il retourne au service d'Henri II qui le nomme lieutenant pour la Toscane en remplacement de François d'Este (it) et le charge, après le traité du Cateau-Cambrésis, de définir avec les représentants des Médicis les modalités de la reddition des républicains siennois (it) retirés à Montalcino. Il obtient de Cosme Ier le fief de Magliano in Toscana et est fait chevalier dans l'Ordre de Saint-Michel par le roi de France.
À la mort d'Hercule il retourne au service de la maison d'Este. Il reçoit le titre de lieutenant général en 1560 et participe en 1566 avec Alphonse II d'Este à la campagne de Hongrie contre les Turcs qui se termine avec la mort de Soliman le Magnifique. Il reçoit en 1567 le fief de Gualtieri et le titre de duc. Il est élevé au titre de marquis en 1575.  Il consacre ses dernières années à l'assainissement du marais du Crostolo. Il meurt à Ferrare le 26 mai 1585.
Il a quatre fils de son mariage avec Leonarda d'Este et cinq autres de son mariage avec Isabella Bendidio épousée en secondes noces en 1573 (et chantée par Le Tasse dont l'Aminta est représentée dans son palais de Ferrare en 1582), dont Guido Bentivoglio, cardinal, Ippolito, marquis de Gualtieri et de Magliano et Enzo qui poursuit son œuvre de bonification des terres du Ferrarese,.